# Fatoumata Dembélé Diarra
Pour les articles homonymes, voir Diarra.
Fatoumata Dembélé Diarra (née le 15 février 1949 à Koulikoro) est une juriste malienne.

## Biographie
Née le 15 février 1949 à Koulikoro, Fatoumata Dembélé Diarra grandit au Mali avant de partir suivre ses études au Sénégal où elle obtient un diplôme de premier cycle en droit avant de retourner au Mali étudier à l'École nationale d'administration. Elle est ensuite diplômée de l'École nationale de la magistrature.
De 1994 à 1997, elle est vice-présidente de la Fédération internationale des femmes des carrières juridiques.
Le 11 mars 2003, elle devient juge au sein de la Cour pénale internationale pour un mandat de 9 ans.
Le 5 décembre 2020 elle devient membre du Conseil national de la transition du Mali.